# Julius Endlweber

Bürgerkrieg 1919, 1919

Julius Endlweber (* 17. April 1892 in Wien; † 6. Mai 1947 ebenda) war ein österreichischer Landschafts- und Vedutenmaler.

## Leben und Werk
Über die Biografie des Julius Endlweber ist der kunsthistorischen Forschung bis dato relativ wenig bekannt, außer mehrere relevante Ausstellungsdaten. So stellte Endlweber u. a. seine Werke auf der Winterausstellung des Wiener Künstlerhauses im Jahr 1919 aus, 1953 zeigte er auf der Wiener Heimatkunstausstellung „Der unbekannte Künstler“ die Ölgemälde Bürgerkrieg, Pesthauch und Verlassenes Schlachtfeld aus.
Werke von der Hand Endlwebers befinden sich heute im Heeresgeschichtlichen Museum und in der Grafischen Sammlung der Österreichischen Nationalbank.

## Werke (Auswahl)
- Bürgerkrieg 1919, 1919. Öl auf Leinwand, ca. 100 × 90 cm, Heeresgeschichtliches Museum Wien[4]